# Рейн-Пфальц (район)
Рейн-Пфальц (нім. Rhein-Pfalz) — район у Німеччині, у складі федеральної землі Рейнланд-Пфальц. Районний центр — місто Людвігсгафен-на-Рейні, яке адміністративно до складу району не входить.

## Населення
Населення району становить 154 754 осіб (станом на 31 грудня 2020).

## Адміністративний поділ
Район складається з 20 громад (нім. Gemeinden), об'єднаних у 5 об'єднань громад (нім. Verbandsgemeinden), а також одного самостійного міста і 4 самостійних громад, що не входять до складу жодного з об'єднань громад.
Самостійні громади і місто:
Дані про населення наведені станом на 31 грудня 2020.
| Бобенгайм-Роксгайм  | 10120 ос. | 20,5 км² |
| Бель-Іггельгайм     | 10409 ос. | 32,8 км² |
| Лімбургергоф        | 11560 ос. | 09,0 км² |
| Муттерштадт         | 12885 ос. | 20,5 км² |
| Шифферштадт (місто) | 20432 ос. | 28,0 км² |

Об'єднання громад:
Дані про населення наведені станом на 31 грудня 2020. Зірочками (*) позначені центри об'єднань громад.
| Даннштадт-Шауернгайм        | 13567 ос. | 33,2 км² |
| --------------------------- | --------- | -------- |
| Даннштадт-Шауернгайм *      | 7451 ос.  | 15,3 км² |
| Гохдорф-Ассенгайм           | 3218 ос.  | 9,7 км²  |
| Редерсгайм-Гронау           | 2898 ос.  | 8,2 км²  |
| Ламбсгайм-Гесгайм           | 17018 ос. | 37,7 км² |
| Байндерсгайм                | 3332 ос.  | 5,7 км²  |
| Гроснідесгайм               | 1323 ос.  | 3,8 км²  |
| Гесгайм                     | 3147 ос.  | 5,8 км²  |
| Гойхельгайм-бай-Франкенталь | 1278 ос.  | 5,8 км²  |
| Кляйннідесгайм              | 0925 ос.  | 3,9 км²  |
| Ламбсгайм *                 | 7013 ос.  | 12,8 км² |
| Максдорф                    | 12944 ос. | 16,9 км² |
| Біркенгайде                 | 3177 ос.  | 2,9 км²  |
| Фусгенгайм                  | 2584 ос.  | 6,7 км²  |
| Максдорф *                  | 7183 ос.  | 7,4 км²  |
| Рейнауен                    | 24291 ос. | 51,3 км² |
| Альтріп                     | 7698 ос.  | 10,5 км² |
| Нойгофен                    | 7198 ос.  | 12,3 км² |
| Оттерштадт                  | 3443 ос.  | 15,6 км² |
| Вальдзе *                   | 5952 ос.  | 12,9 км² |
| Ремерберг-Дуденгофен        | 21528 ос. | 55 км²   |
| Дуденгофен *                | 5989 ос.  | 13 км²   |
| Гангофен                    | 2593 ос.  | 5,8 км²  |
| Гартгаузен                  | 3137 ос.  | 8,4 км²  |
| Ремерберг                   | 9809 ос.  | 27,9 км² |